# Hans-Peter Steinacher
Hans-Peter Steinacher (Zell am See, 9 de septiembre de 1968) es un deportista austríaco que compitió en vela en la clase Tornado.
Participó en tres Juegos Olímpicos de Verano, entre los años 2000 y 2008, obteniendo en total dos medallas de oro, en Sídney 2000 y en Atenas 2004, ambas en la clase Tornado (junto con Roman Hagara).
Ganó cuatro medallas en el Campeonato Mundial de Tornado entre los años 1999 y 2006, y seis medallas en el Campeonato Europeo de Tornado entre los años 1997 y 2006.

## Palmarés internacional
| \| Juegos Olímpicos \| Juegos Olímpicos \| Juegos Olímpicos \| Juegos Olímpicos \| \| Año \| Lugar \| Medalla \| Clase \| \| ------------------ \| ------------------------- \| ----------------- \| ---------------- \| \| 2000 \| Sídney (Australia) \| Medalla de oro \| Tornado \| \| 2004 \| Atenas (Grecia) \| Medalla de oro \| Tornado \| \| Campeonato Mundial \| \| \| \| \| Año \| Lugar \| Medalla \| Clase \| \| 1999 \| Vallensbæk (Dinamarca) \| Medalla de oro \| Tornado \| \| 2000 \| Sídney (Australia) \| Medalla de plata \| Tornado \| \| 2001 \| Richards Bay (Sudáfrica) \| Medalla de plata \| Tornado \| \| 2006 \| San Isidro (Argentina) \| Medalla de bronce \| Tornado \| \| Campeonato Europeo \| \| \| \| \| Año \| Lugar \| Medalla \| Clase \| \| 1997 \| La Grande-Motte (Francia) \| Medalla de oro \| Tornado \| \| 2000 \| Allassio (Italia) \| Medalla de plata \| Tornado \| \| 2001 \| Sankt Moritz (Suiza) \| Medalla de oro \| Tornado \| \| 2003 \| Cagliari (Italia) \| Medalla de plata \| Tornado \| \| 2005 \| Västervik (Suecia) \| Medalla de plata \| Tornado \| \| 2006 \| Lübeck (Alemania) \| Medalla de oro \| Tornado \| |                           |                   |         |
| Juegos Olímpicos |                           |                   |         |
| Año | Lugar                     | Medalla           | Clase   |
| 2000 | Sídney (Australia)        | Medalla de oro    | Tornado |
| 2004 | Atenas (Grecia)           | Medalla de oro    | Tornado |
| Campeonato Mundial |                           |                   |         |
| Año | Lugar                     | Medalla           | Clase   |
| 1999 | Vallensbæk (Dinamarca)    | Medalla de oro    | Tornado |
| 2000 | Sídney (Australia)        | Medalla de plata  | Tornado |
| 2001 | Richards Bay (Sudáfrica)  | Medalla de plata  | Tornado |
| 2006 | San Isidro (Argentina)    | Medalla de bronce | Tornado |
| Campeonato Europeo |                           |                   |         |
| Año | Lugar                     | Medalla           | Clase   |
| 1997 | La Grande-Motte (Francia) | Medalla de oro    | Tornado |
| 2000 | Allassio (Italia)         | Medalla de plata  | Tornado |
| 2001 | Sankt Moritz (Suiza)      | Medalla de oro    | Tornado |
| 2003 | Cagliari (Italia)         | Medalla de plata  | Tornado |
| 2005 | Västervik (Suecia)        | Medalla de plata  | Tornado |
| 2006 | Lübeck (Alemania)         | Medalla de oro    | Tornado |